# Мильшин, Максим Владимирович
Максим Владимирович Мильшин  (род. 9 января 1991, Ишимбай) — российский шашист (международные шашки), чемпион России 2017 года, серебряный призёр Чемпионата России среди мужчин 2013 года (быстрая программа), командного чемпионата России 2010 года (сборная Башкортостана), бронза командного чемпионата России по международным шашкам  2013 года (быстрая программа) (сборная Тюменской области).
Выступал за клубы Ишимбай, Мельком. Бронза на 6-м Кубке ЕШК (мужчины), молниеносная программа, Таллинн, 2004 (в составе Мелькома).